# 视交叉
视交叉（optic chiasma）为视神经与视束间的一长方形的神经纤维块，是两侧视神经交叉处，大致位于下丘脑底部前方，来自双眼视网膜鼻侧半的视神经纤维在此交叉至对侧。视交叉与视觉信号传导、生物节律等功能密切相关。

## 位置
视交叉位于蝶骨视神经沟之后上方，第三脑室前壁和底部的交界处，构成第三脑室隐窝的向前延伸部。在脚间池前部，略呈倾斜，后缘比前缘高。在垂体上部，除其后缘之外均浸在脑脊液中。由于视神经颅内段长短不同以及汇成视交叉的角度大小不同，故其与垂体的位置关系因人而异。其横径约12mm，前后径约8mm，厚约3~5mm。若以垂体为位置对比的基点，则统计资料表明，约79%位于垂体的后上方，即轻度后置位；12%偏于垂体的前部，即轻度前置；5%极度前置，位于视交叉沟之前；4%极度后置到鞍背。视交叉与鞍背并不直接接触，两者相距5~10mm，其间隔有脚间池。

## 相邻关系
前方为大脑前动脉及其交通支。外侧为颈内动脉。当颈内动脉穿出海绵窦顶部时，在视神经与视束的夹角之间与视交叉相接触。其后为乳头体和灰结节，由后者发出的漏斗部伸向前下并成为垂体柄穿入鞍隔。其上为第三脑室前端，视交叉的后半把三脑室向的前壁与底部分隔为前、后隐窝。前者为视隐窝，其壁系第三脑室前壁终板的向下延续。后者为漏斗隐窝。其下为垂体，外下方为海绵窦，其中的第三颅神经和视交叉靠得最近。

## 神经纤维
交叉纤维占全部纤维的70~75%。在视交叉中，来自两眼鼻侧半的视网膜及黄斑纤维互相交错，形成复杂的排列。在视束起始处，一侧的不交叉纤维与对侧的交叉纤维会合，组成视束。
来自两眼鼻侧视网膜的交叉纤维在视交叉处并非简单的对角线相交。下部纤维进入视交叉后即位于其腹面并走向对侧，越过中线时和来自对侧的纤维交叉，继续前行后即呈弓状，先凸入对侧视神经末端并深入其前达3mm,然后弯向视交叉并沿其外侧向后内进入对侧视束的下方和继续后行。上部纤维则混杂在同侧的不交叉纤维之中后行并进入视束的始端，尔后再呈弓状弯曲，沿视交叉的后部越过中线，进入对侧视束的上部而继续后行。
来自视网膜颞侧的不交叉纤维进入视交叉后均沿其外侧后行进入视束。颞上部纤维靠近内侧上方，颞下部纤维则位于外下。其中均混有来自同侧鼻上方尚未交叉和对侧鼻下方已经越过中线的两种纤维。
在视神经颅内段后部，黄斑纤维仍位居中央；在视交叉前部，交叉与不交叉纤维开始分离。前者交叉过中线向后上行走，在视交叉的最后端与来自对侧黄斑部的不交叉纤维汇合，进入对侧视束的中央，并随视束后行。

## 血液供应
供血动脉分上下两群：上群由大脑前动脉发出许多小动脉组成，这些小动脉供应视交叉的外侧部、视神经和视束的背面；下群是一个吻合极度丰富的动脉系统，名为脑垂体上动脉群，它们分别来自颈内动脉、后交通动脉以及大脑后动脉。

## 损伤
视交叉损伤远较视神经损伤少见，暴力可直接撕裂视交叉，也可致视交叉移位，使供血血管撕裂，间接引起视交叉软化坏死。但多数为视神经损伤后，产生视交叉的继发性水肿，或视交叉的供血血管损伤性痉挛、闭塞或出血，使之继发性缺血所致。外伤如较严重，合并颅底骨折和下丘脑损伤则出现相应的症状与体征。
视交叉损伤偶表现为典型的双颞侧偏盲或双鼻侧偏盲，但多数为非对称的双颞侧偏盲，或一眼全盲，另一眼颞侧偏盲。数月后逐渐好转，但也可因继发性蛛网膜炎、脑膜炎或脑积水而恶化。

## 肿瘤
- 原发于视交叉的肿瘤主要是胶质瘤，星形细胞瘤多见（小儿1-2级，成人3-4级）；其次是脑膜瘤及纤维瘤，包括从视神经延伸而来者，均较少见。主要表现为双颞侧偏盲成不规则的视野缺损，以及由一侧开始的双眼视力减退和视神经萎缩。肿瘤也可延伸至视束、下丘脑等处，引起中脑导水管阻塞，产生颅内高压，致双侧视乳头水肿。侵入眶内时则有眼球突出和眼球运动受限。X线检查可见蝶鞍扩大，床突破坏，有时双侧视神经孔或眶上裂扩大。

- 压迫视交叉的肿瘤常见的有垂体瘤、颅咽管瘤、鞍区脑膜瘤、第三脑室肿瘤等。视交叉部也是蛛网膜炎的好发部位，应注意鉴别。早期症状可与球后视神经炎类似，晚期症状复杂。
  - 垂体瘤可引起单眼或双眼视力逐渐减退，初期的视野缺损常被忽略。
  - 颅咽管瘤
  - 鞍结节脑膜瘤 中年人多见，发生于视交叉前缘与两侧视神经之间，常先压迫一侧视神经，后压迫视交叉，故通常先有一侧缓慢进行性视力减退和中心暗点，若鼻侧纤维首先受压，则有单眼颞侧偏盲；双侧视神经受压时的症状为双侧性。视交叉受压多为不对称的双颞侧偏盲，以下半部为著。晚期视力严重减退或失明。视神经呈原发性萎缩。

病人早期即有头痛，当肿瘤扩延至垂体及下丘脑时，可有轻微内分泌症状如尿崩、肥胖等。压迫额叶底部可产生精神症状和嗅觉障碍。侵入海绵窦、眶上裂、视神经孔则有眼肌麻痹和眼球突出等。压迫第三脑室引起颅内高压症状见于晚期。偶有脑脊液蛋臼量增高。颅片可见鞍结节、鞢鞍前壁骨质增生或破坏，有时前床突、眶上裂、视神经孔等处亦有骨质吸收。脑血管造影偶见以鞍结节为中心向周围放射的异常血管影和由微小血管构成的肿瘤轮廓。
- - 第三脑室肿瘤 多阻断脑脊液通路而致颅内高压、外展麻痹和视乳头水肿，第三脑室前部粘液囊肿的颅内高压症状（头痛、呕吐等）常呈发作性，且和体位、头位有关。例如，仰卧位易致发作，俯卧位或膝胸位易使头痛减轻或消失。亦可压迫视交叉产生不对称的双颞侧偏盲，最终失明。脑室造影显示脑积水和第三脑室充盈缺损。